# Љевоча
Љевоча (слч. Levoča, мађ. Lőcse) град је у Словачкој, који се налази у оквиру Прешовског краја.
Љевоча има сачувано старо градско језгро, које на списку светске баштине УНЕСКОа.

## Географија
Љевоча је смештена у источном делу државе. Главни град државе, Братислава, налази се 370 км југозападно, док су Кошице на 90 км удаљености ка југозападу.
Рељеф: Љевоча се развио у области Карпата, на 570 m надморске висине. Око града преовлађује планински терен, који се северно издиже у Левочке врхи, а јужно у Словачко рудогорје. Град је смештен у долини потока који се јужно од града улива у реку Хорнад.
Клима: Клима у Љевочи је континентална са нешто оштријом цртом због знатне надморске висине.
Воде: Град Љевоча се развио око Левочког потока који се јужно од града улива у реку Хорнад.

## Историја
Људска насеља на овом простору везују се још из праисторије. Насеље под овим именом први пут се спомиње 1249. године као насеље немачких Саса, да би 1317. године добио градска права. Град се брзо развијао захваљујући трговини са оближњом Пољском. Љевоча је вековима био у саставу Угарске.
Крајем 1918. године. Љевоча је постао део новоосноване Чехословачке. У време комунизма град је нагло индустријализован, па је дошло до наглог повећања становништва.

## Становништво
| Година:    | 1994.  | 2004.   | 2014.   | 2024.   |
| ---------- | ------ | ------- | ------- | ------- |
| Број људи: | 13 548 | 14 604  | 14 783  | 13 905  |
| Разлика:   |        | +7,79 % | +1,22 % | -5,93 % |

| Година:    | 2023.  | 2024.   |
| ---------- | ------ | ------- |
| Број људи: | 13 944 | 13 905  |
| Разлика:   |        | -0,27 % |

Данас Љевоча има око 15.000 становника и последњих година број становника стагнира.
Етнички састав: По попису из 2001. године састав је следећи:
- Словаци - 87,1%,
- Роми - 11,2%,
- остали.

Верски састав: По попису из 2001. године састав је следећи:
- римокатолици - 79,5%,
- атеисти - 49,0%,
- гркокатолици - 3,9%,
- лутерани - 1,6%,
- остали.

## Знаменитости града
Љевоча је позната до добро очуваном старом градском језгру, које је данас на списку списку светске баштине УНЕСКОа.
Љевоча са својим зидинама и урбанистиком сачувала је карактер средњовековног града. Она је градски резерват и захваљујући многим споменицима и уметничким делима спада у најлепше градове у Словачкој.
Најзначајнији споменик културе је Храм светог Јакуба са својим 11 готичких и ренесансних олтара урачунавши и највишег дрвеног олтара из времена готике у целоме свету (18,6 m ). Град има огроман средњовековни трг који је оивичен ренесансним зградама, као ренесансну скупштину, даље две цркве са барокним ентеријером, класицистичке зграде жупног дома и евангелистичке цркве. Историјски центар обклопљавају градске зидине у дужини од 2,5 km.
Од 16. века све до краја 1922. године је град био седиште Спишке жупе. 1806- 1826. за њу је архитекта Егру Антон Поволни административну зграду у класицистичком стилу и прилагодио ју је ренесансној средини града са наглашавањем хоризонталних линија која се сматра за најлепшу жупну зграду у бившој Угарској. Данас је опет рестаурисана и служи опет административним потребама.
Изнад града налази се Маријанска гора, место ходочашћа у Словачкој.

## Партнерски градови
- Лањцут
- Литомишл

## Галерија
- Стари део Љевоче издалека
- Црква св. Јакова и градска кућа
- Једна од градских капија
- Улица старог града